# 프랑코 코렐리

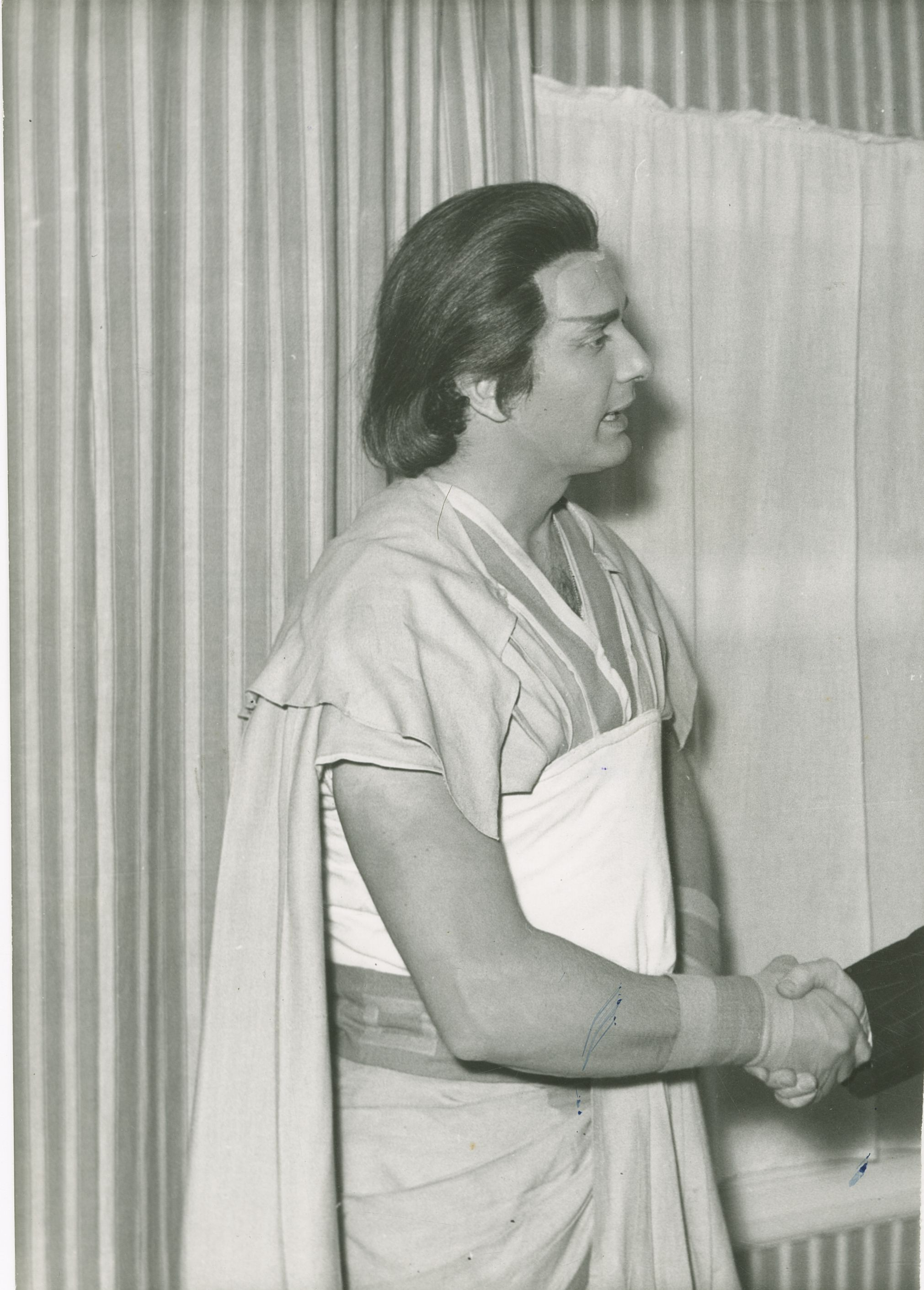

프랑코 코렐리(Franco Corelli, 1921년 4월 8일 ~ 2003년 10월 29일)는 이탈리아의 테너이며 1951년부터 1976년까지 메이저 국제 오페라 경력을 쌓았다. 특히 스핀토, 이탈리아 레퍼토리의 드라마틱 테너 역과 관련하여 그는 그의 힘찬 목소리, 열광시키는 고음, 맑은 음색, 열정적인 가창실력과 뛰어난 연기력으로 전반적으로 좋은 평가를 받았다. 관중들은 그를 "테너의 왕자"로 불렀으며 그의 멋있는 특징과 카리스마적인 무대감에 황홀해했다. 그는 1961년부터 1975년 사이 뉴욕 메트로폴리탄 오페라와 길고도 풍성한 파트너십을 맺었다. 또, 유럽의 주요 오페라하우스 대부분의 무대에 등장했고 북아메리카를 통해 오페라 기업들과 연계를 맺었다.